# José Manuel de la Reza
José Manuel de la Reza y Amézaga (Cochabamba, 19 de marzo de 1820-Cochabamba, 12 de febrero de 1888) fue un abogado y político boliviano.

## Biografía
Doctor en derecho por la Universidad Mayor de San Simón (título otorgado el 19 de octubre de 1843); profesor de literatura y derecho; diputado por Cochabamba; presidente de la Asamblea Constituyente de 1861 y coautor de la Constitución aprobada ese año; juez de Paz; ministro de la Corte Superior de Justicia de Cochabamba; rector de la Universidad Mayor de San Simón en 1850 y cancelario del Colegio Sucre. Manuel I. Belzu lo nombró Rector de la Universidad Mayor de San Andrés, cargo que rechazó por diferencias con las políticas del dictador, actitud que mantuvo ante otros presidentes de facto del país. Se formó en el pensamiento ecléctico de la época, que consideraba los sistemas filosóficos como interpretaciones parciales de una misma realidad (Víctor Cousin), escribió varias obras sobre temas constitucionales, literarios y filosóficos.
Sus padres fueron Manuel de la Reza Ugarte y Manuela de Amézaga e Iraizos, cónyuges españoles. En 1850 contrajo nupcias con Irene Rodríguez Morales, hija del Coronel José Braulio Rodríguez Caballero, héroe de la Independencia peruana y originario de la ciudad de Trujillo, y María Micaela Morales Beltrán. Su hijo, Jorge de la Reza Rodríguez (1869-1952), fue pionero de la telefonía local, desarrollando la vena cívica de su progenitor. Fue nieto suyo Jorge de la Reza Prudencio (1901-1958), célebre acuarelista y mentor de la Escuela de Bellas Artes. Según la genealogista Elvira Zilveti de la Reza, el Dr. de la Reza descendía de Hixos Dalgos riojanos de la Villa de Rincón del Soto llegados a la región sudamericana en el Siglo XVII.
El legado de José Manuel de la Reza es polivalente. La mayoría de los historiadores subraya su labor como coautor de la Carta Magna de 1861 Archivado el 11 de octubre de 2018 en Wayback Machine., considerada un modelo de concepción liberal, así como la presidencia de la Asamblea Constituyente de ese año, la cual contó entre sus integrantes a Aniceto Arce, Tomás Frías y Adolfo Ballivián, futuros presidentes de la República. También es significativo su reconocimiento como intelectual, uno de los "más sobresalientes" de la época, según un historiador contemporáneo. Humberto Vázquez Machicado destaca su traducción y difusión del pensamiento ecléctico francés. Guillermo Francovich refiere concretamente la traducción y edición del antes mencionado Nuevo manual de filosofía de Charles Magloire Bénard, y el papel del Dr. de la Reza como formador de la generación de la que fueron exponentes el poeta Néstor Galindo, el célebre novelista Nataniel Aguirre, el polemista e intelectual Luis Quintín Vila y el médico y cuñado suyo Julio Rodríguez Morales. Eduardo Ocampo Moscoso y Carlos Walter Urquidi observan su talento de legista, además de su breve labor como rector de la Universidad Mayor de San Simón.
Su espíritu cívico está presente en numerosos proyectos que impulsó de manera privada y pública. Durante la presidencia de la Asamblea constituyente de 1861 aprobó la construcción de dos puentes sobre los ríos Ucuchi y Colcha (Ley de 3 de julio), e hizo "variar el curso del río denominado Huatecca, que destruye el pueblo de Tapacarí" al sudoeste de Cochabamba (Ley de 1 de agosto). El 12 de julio firmó la Ley mediante la cual se formó la comisión parlamentaria que repatrió los restos mortales del expresidente José Ballivian, vencedor de Ingavi.
El año de su fallecimiento, el Senado de la República organizó un homenaje póstumo y asignó a su viuda la cantidad de 3 mil pesos "por los importantes servicios prestados a la Nación", suma que nunca le fue entregada. En 1883 uno de sus escritos fue incluido por Francisco Lagomaggiore en la antología América literaria publicada en Buenos Aires. El texto resume su pensamiento de bases demócratas:

Con el propósito de curar la instabilidad política de casi la totalidad de las repúblicas hispano-americanas, se han tenido generalmente en consideración solo sus causas de segundo término: el pretorianismo, la falta de industria, la ignorancia del pueblo, la situación geográfica; mas los esfuerzos que se han hecho para combatirlas han sido golpes de hacha, más o menos ineficaces, que han herido únicamente las ramas sin llegar al tronco. Este, de donde brotan aquellas, que las alimenta y da vida perniciosa, cual planta de maldición, es la inmoralidad política, que teniendo su raíz en muchos puntos de las altas regiones de los pueblos, ha llegado a cubrir con su follaje hasta las más bajas, secando y extinguiendo con su sombra venenosa todas las virtudes y abnegaciones cívicas de que vive la república.

Aun en las monarquías de Europa y de América se observa que el imperio de la ley es todo, y el hombre nada; pero, en la mayoría de los pueblos Sud americanos es lo contrario: el hombre es todo, y la ley es nada. De aquí la falta de poder legal de los gobiernos, el desprestigio de las instituciones, el escarnio de las verdades y principios políticos, la carencia de fe y de convicciones, el menosprecio del derecho, la omnipotencia de la fuerza y la deplorable debilitación de la dignidad del ciudadano.

En Bolivia está actualmente reunida la décima Asamblea constituyente para dar la décima Constitución a los bolivianos. ¡Triste fecundidad! ¡Lamentable engaño! ¡Se busca el remedio en las variantes de la ley que no se comprende; que no se ama ni respeta; que se la ha hecho siempre pavesas al fuego de los rifles y entre la algazara de las muchedumbres y de las que no son muchedumbres! — ¿Y será difícil prever el destino que le aguarda al niño que se trata de dar a luz?
Montesquieu ha dicho: "la república vive de la virtud". Enséñese esta é inspírese asiduamente al pueblo y a la juventud en las escuelas y en las universidades, en los talleres y en las plazas, en los meetings y en los templos; den los grandes a los pequeños, los ilustrados a los ignorantes ejemplos […] de respeto y sometimiento a la ley; dense treguas las ambiciones en un régimen legal y esperen su hora; en resumen, hágase la moralidad política y estará hecha la verdadera república.
Los retratos de José Manuel de la Reza figuran en el Salón principal del Congreso de la Nación y en la Galería de personajes ilustres del Palacio de Cultura de Cochabamba. Una arteria céntrica de esta última ciudad lleva su nombre.

## Constitución de 1861: Sus influencias en la situación política
Imprenta del Siglo, Cochabamba, enero de 1863

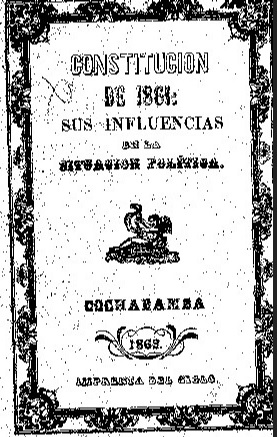
Portada de la publicación del Dr. José Manuel de La Reza, sobre la influencia de la constitución de 1861 de Bolivia sobre la situación política

La obra lleva en el frontispicio una cita del legista francés Armand Carrel: "Le grand objet de toute loi fondamentale doit être de rendre l’arbitraire et l’usurpation impossibles" [El gran objetivo de toda ley debe ser rendir imposible la arbitrariedad y la usurpación]. La cuarta de forros incluye un recuadro de nueve líneas con la siguiente advertencia: “Este artículo que lo disponíamos para publicarlo al tiempo de instalarse la Convención que debía reunirse en marzo, lo abandonamos con placer al promulgarse el decreto de abrogatoria de 22 de diciembre. Pero, como la detracción a los R. R. de la Asamblea Constituyente continúa i se repite hasta en los escritos públicos destinados a explicar el Decreto abrogatorio, nos vemos forzados a publicar por fin, con las modificaciones convenientes”.
El trabajo se propone explicar las razones que tuvo el presidente de la Asamblea Nacional Constituyente (el propio autor) para sacar adelante la Constitución de 1861. El motivo más directo del artículo es defenderla de los ataques publicados en el periódico oficial La Voz de Bolivia. El argumento de los críticos es que la Constitución de 1861 estaba al origen de las “revoluciones” acaecidas en ese año. Para refutarlo, José Manuel de la Reza apela a un breve examen histórico de las constituciones y las revueltas político-militares que acompañaron los primeros años de Independencia. Entrado en materia, atribuye las mencionadas revoluciones al antagonismo entre belcistas y septembrinos, a la constante lucha entre ambos partidos y la subsecuente inestabilidad política nacional.
Lejos de causar anarquía, señala el autor, la Constitución de 1861 pone orden en la vida política del país, "que por único resultado de sus innumerables revoluciones, no ve sino desaparecidos sus bienes nacionales i vaciadas de todas maneras sus arcas fiscales; cubiertos los campos en cualesquiera direcciones, i las calles i las plazas de todas las ciudades con los charcos de sangre i los restos destrozados de sus hijos; generalizada en todas las clases i llevada a sus últimos excesos la depravación política; desquiciada la sociedad en sus bases; perdida la fe republicana i sustituida por el más profundo escepticismo, i deshonrada su nacionalidad en el exterior i difamada i vilipendiada por todo el mundo."
La Carta magna de 1861, que en buena parte fue redactada por José Manuel de la Reza, normó por primera vez el principio según el cual "el pueblo no delibera ni gobierna sino por medio de sus representantes i de las autoridades creadas por la Constitución" (Art. 20), disposición que varió de formulación, pero mantuvo su esencia durante 143 años, hasta la reforma constitucional del 20 de febrero de 2004. Como pocas en su época, estipuló la plena libertad de opinión, eliminó la posibilidad de que el Congreso otorgara facultades extraordinarias al Ejecutivo, limitó el periodo presidencial a tres años, eliminó la pena de muerte y ordenó que los integrantes del Congreso fueran elegidos por voto directo. Fue reemplazada por la Constitución de 1868, promulgada por el dictador Mariano Melgarejo, de quien el Dr. de la Reza sufrió persecución política durante el periodo de 1864 a 1871.
Los objetivos de la obra, fechada el 14 de enero de 1863 en Cochabamba, reimpresa el 19 de marzo, revelan una ideología republicana de tipo liberal. Las ideas y argumentos expuestos por José Manuel de la Reza advierten sobre el daño que las constantes revoluciones ocasionan al cuerpo legal y organizativo del país. Su estilo corresponde al de un orador experimentado: amplio manejo de la materia que trata, capacidad persuasiva basada en la solidez intelectual y en la defensa de los valores nacionales. Existen tres ejemplares conocidos: uno de ellos se encuentra en la Biblioteca de Harvard y puede ser consultado en línea: http://pds.lib.harvard.edu/pds/view/2587347?n=1. El segundo figura en la biblioteca Nacional de Chile y el tercero pertenece a una colección privada.

## Curso de Literatura
"Adoptado por el Consejo Universitario para los colejios y liceos de este Distrito", Tipografía Gutiérrez, Cochabamba, 1865
La introducción del libro se consagra a explicar la estética como disciplina y su capitulado invoca temas regulares en este ámbito: Del jenio, Del gusto, De la belleza, De la sublimidad, Del ridículo y Caracteres de la belleza. El primer capítulo analiza las partes constitutivas de la composición: el pensamiento y la expresión, el fondo y la forma. El segundo estudia los "pensamientos", los cuales pueden ser verdaderos, naturales, claros, nuevos, sólidos u oportunos. El tercero explica la importancia de la expresión y sus reglas. Los siguientes continúan ese ordenamiento (fondo, forma) y abren nuevos temas a partir del tronco central. La obra abunda en autores de referencia, aunque va más allá y se propone la educación del lector en la valoración de la literatura y en el manejo de los instrumentos fundamentales de la redacción.
Uno de los pocos ejemplares de esta obra se encuentra en el Archivo de Sucre y perteneció a la biblioteca de Gabriel René Moreno, quien lo recibió del propio autor (en el margen superior de la primera página figura la dedicatoria manuscrita de J. M. de la Reza). La obra tiene empastadura de cuero, vértebras y letras en oro, fue concluida el 1° de octubre de 1864 y, según señala el proemio, la redactó el "Ex-Cancelario de esta Universidad" a solicitud del Rector del Colegio Sucre. A la sazón, José Manuel de la Reza tenía una "experiencia de más de diez años de enseñanza en las clases de Literatura".
Según el dictamen preparado por el Consejo Universitario, el libro "es a propósito para la enseñanza de la Literatura en los Colejios de este Distrito Universitario por las razones siguientes: 1.ª Las consideraciones previas del Redactor acerca del Jenio i del Gusto son filosóficas i mui elevadas, consideraciones de que carece el testo actual de Gil de Zárate; 2.ª Los principios estéticos que sienta acerca de la teoría de la Belleza, la Sublimidad i el Ridículo son mui lucidos, siendo de advertir que no se encuentran en los diferentes testos de Literatura adoptados en distintos tiempos en este Colejio; 3.ª La parte relativa a los diversos jéneros de elocuencia, está mui bien tratada, i contiene teorías i observaciones tan nuevas como exactas; 4.ª La división de las composiciones literarias, así orales como escritas, es filosófica; i 5.ª Por su estensión bien proporcionada, puesto que ni es tan corto que se reduzca a meros prolegómenos de Literatura, ni tan extenso que no sea posible abarcarlo en dos años escolares, teniendo además la ventaja de dejar al profesor bastante campo para esplanarse en sus explicaciones".

## Otras obras
Durante el año 1852, el Dr. de la Reza escribió en Revista de Cochabamba, la primera publicación de su género y de cuyos 9 números es redactor junto con Néstor Galindo y Benjamín Blanco. Las 439 páginas de que se compone se consagran a la navegación fluvial, la agricultura, el derecho civil, la historia y la educación americana, así como la poesía y las traducciones del francés.
Una década después, el Dr. de la Reza redactó dos amplios ensayos políticos: Los procesos políticos y La semana magna de 1875 en Cochabamba, ambos publicados por la Imprenta del Siglo, Cochabamba. Se referían a las principales polémicas constitucionalistas de la época en la forma de contestaciones al federalista Lucas Mendoza de la Tapia. El ideario del Dr. de la Reza es coherente con su labor de magistrado: defiende la legalidad en contra de las exacciones de las revoluciones y denuncia el daño que producen al desarrollo del país. El único ejemplar conocido de esta obra se encuentra en la Biblioteca de la Universidad de Harvard y puede ser consultado en su sitio internet (http://pds.lib.harvard.edu/pds/view/2586708?n=1&s=4&printThumbnails=no).
En 1874 aparece en Cochabamba el Nuevo manual de filosofía de Bénard, profesor de filosofía del Liceo Imperial Carlomagno de París, antiguo alumno de Victor Cousin y Jules Michelet (y traductor del Curso de estética de H. W. F. Hegel). La obra fue traducida por el Dr. de la Reza y su alumno Julio Méndez y se editó en la Imprenta del Siglo. No se conservan ejemplares del libro, aunque varias e inequívocas referencias dan cuenta de la traducción de Nouveau manuel de philosophie rédigé conformement au programme du 8 septiembre 1863, suivi d'une analyse des auteurs prescrits et d'un memento pour l'examen des Baccalauréats ès lettres et ès sciences. Si bien Bénard hoy es prácticamente desconocido, en la segunda mitad del XIX gozó de cierta notoriedad como pedagogo y traductor de Hegel. Esta última actividad le fue reconocida por la intelectualidad española, en particular por el filólogo y crítico literario Marcelino Menéndez y Pelayo.